# François de Bonne
François de Bonne, I duque de Lesdiguières (1 de abril de 1543 - 28 de septiembre de 1626) fue soldado en las guerras de religión francesas y el último Condestable de Francia. 
En el Colegio de Navarra de París, en el que estudia, coincide y hace amistad con el futuro rey Enrique IV. Su pasión por las armas o la necesidad de dinero le hacen entrar en las fuerzas de Bertrand de Simiane, barón de Gordes. Cuando el alzamiento de los protestantes en su natal provincia del Dauphiné, se alista con su primo Antonine Rambaud. Cuando éste muere es designado jefe de los protestantes de Champsaur en 1576, y libra numerosos combates, entre ellos la toma de Gap el 3 de enero de 1577, ciudad católica, seguida de la masacre de sus habitantes. El 22 de diciembre de 1590, después de varios fracasos sangrientos, se apodera de Grenoble, controlada por los católicos. En abril de 1591 defiende el Delfinado contra la invasión del duque de Saboya, a quien derrota el 17 de septiembre de 1591 en la batalla de Pontcharra. En junio de 1593 derrota de nuevo en Salbertrand a las tropas saboyanas, españolas y napolitanas, lucha en la que muere Rodrigo Álvarez de Toledo, general de las tropas enemigas.

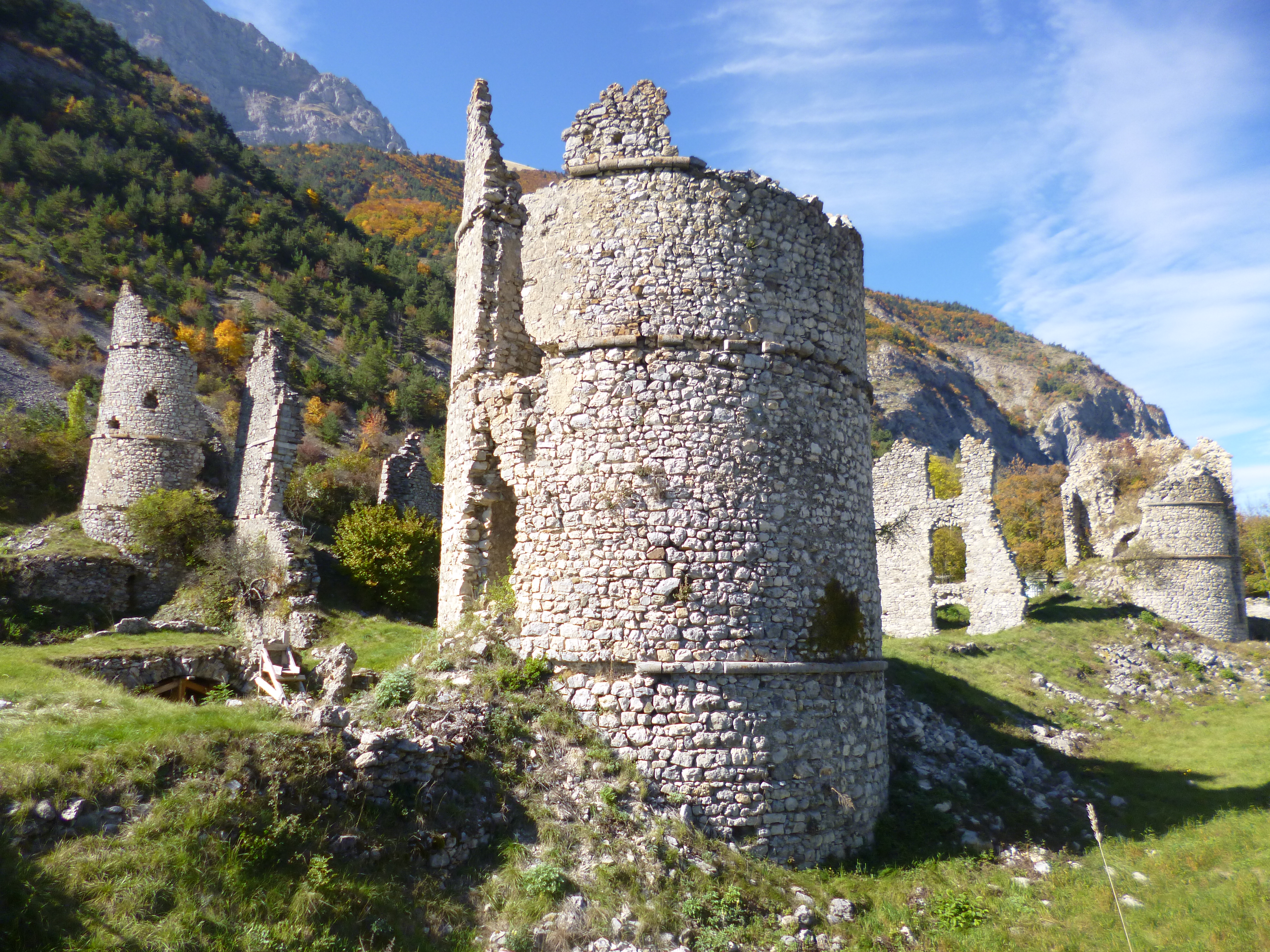
El Castillo de François de Bonne en la vereda de Lesdiguières (Le Glaizil)

El rey Enrique IV, en premio, le nombra Consejero de Estado en 1595, se conviente en mariscal de Francia en 1609 y le nombra duque de Lesdiguières y par de Francia en 1611. Prosigue su ascenso convirtiéndose en duque du Champsaur, governador del Delfinado en 1612, y luego mariscal general de los campos y ejércitos del rey en 1621. Finalmente condestable de Francia y Caballero del Espíritu Santo en 1622. Solo pudo tomar el cargo de condestable después de su conversión al catolicismo mediante abjuración solemne del protestantismo en 1622. 
Con 81 años de edad participa en la guerra de Italia de 1624-1625, fracasada campaña Francesa. Fallece a los 83 años el 28 de septiembre de 1626.
Su castillo de Vizille se convirtió en el museo de la Revolución francesa en 1984.
- Datos: Q1451233
- Multimedia: François de Bonne de Lesdiguières / Q1451233